# Беретта Юлія
Юлія Беретта (справжнє ім'я Юлія Анатоліївна Глєбова (до шлюбу Долгашева) ; нар. 19 лютого 1979 , Москва) — російська співачка і акторка, авторка пісень, колишня учасниця гурту «Стрілки» (1997-2002).

## Біографія
Народилася 19 лютого 1979 року в Москві, її батьки розлучилися, коли їй було два роки. Потім її мати знову одружилася.
Закінчила музичну школу по класу фортепіано  .
Закінчила ГІТІС, акторський факультет майстра Юрія Борисовича Ніфонтова.
У 1997 році пройшла відбірковий конкурс до гурту «Стрілки», вона стала однією з провідних солісток «золотого» складу гурту «Стрілки». Юлія виступала під псевдонімом Ю-Ю, працюючи в цьому колективі. Написала кілька пісень для «Стрілок», вони увійшли в альбоми гурту.
У вересні 2002 року покинула гурт «Стрілки» і зайнялася сольною кар'єрою під псевдонімом Юлія Беретта, з цього ж року вона почала свою кар'єру в кіно.
У 2005 році співпрацювала з Андрієм Губіним як з саунд-продюсером і автором пісень для нового альбому.
У 2009 році разом з екс-учасницею «Стрілок» Світланою Бобкіною ( «Гера») об'єдналися в дует «НеСтрілки». Ними були записані пісні «Офіцер», «Вова, вернись», «Принц» і «ПМС». Але в 2012 році дует припинив існування.

## Особисте життя
- Була одружена з бізнесменом Володимиром Володимировичем Глєбовим [6] [7] .  
  - Син - Володимир Володимирович Глєбов (нар. 2 листопада 2015) [4] [8] .
- На даний момент одружена з бізнесменом Денисом Преснухіним, з яким співачку часто бачать на світських заходах.

## Фільмографія
1. 2002 — Злодійка-2. щастя напрокат — Настя
2. 2003 — Супертеща для невдахи — Лєна
3. 2004 — Фабрика мрій — акторка-початківиця Варя
4. 2004 — Дивна долина — Малика
5. 2006 — Проклятий рай — Марина
6. 2008 — Найкращий фільм — повія № 4
7. 2008 — Дуже російський детектив — фанатка
8. 2008 — Антиснайпер (Україна) — Єва
9. 2008 — Приватник
10. 2008 — Шлях самця — Крістіна
11. 2009 — Пуля-дура 3 — Лора
12. 2009 — Степ бай степ — Женя Рудакова
13. 2012 — Не плач за мною, Аргентина — Жанна Артемьєва, продюсерка
14. 2013 — Дублер — Вікторія
15. 2013 — Шукайте маму — Діна
16. 2013 — Цезар — Світлана Загуменова
17. 2013 — Везуча — Лєна Хлєбникова
18. 2013 — Земський лікар. Повернення — Двна
19. 2013 — Папа напрокат — Ольга
20. 2015 — Віра - Багатодітна мати
21. 2016 — Один на один - Марина/Олександра (головна роль)
22. 2017 — Маняшине озеро - Світлана (головна роль)
23. 2018 — Кріт
24. 2018 — Єралаш реж. Борис Грачевський - вчителька
25. 2019 — Феррарі - Бандерша
26. 2019 — Кензелі
27. 2020 — Чудова п'ятірка — 3 Простий перехожий — Белла

## Дискографія
| 1998 — Стрілки: «Стрелки идут вперёд» | 1998 — Стрілки: «Стрелки идут вперёд» | 1998 — Стрілки: «Стрелки идут вперёд» |
| #                                     | Назва                                 | Тривалість                            |
| ------------------------------------- | ------------------------------------- | ------------------------------------- |
| 1.                                    | «Дело было вечером…»                  |                                       |
| 2.                                    | «Мамочка»                             |                                       |
| 3.                                    | «На вечеринке»                        |                                       |
| 4.                                    | «Курортный роман»                     |                                       |
| 5.                                    | «Первый учитель»                      |                                       |
| 6.                                    | «DJ»                                  |                                       |
| 7.                                    | «Дай мне»                             |                                       |
| 8.                                    | «Я жду тебя»                          |                                       |
| 9.                                    | «Ну-ка, ну-ка, ну-ка…»                |                                       |
| 10.                                   | «Новые русские девочки»               |                                       |

| 1998 — Стрілки: «Вечеринки в Москве» (single) | 1998 — Стрілки: «Вечеринки в Москве» (single) | 1998 — Стрілки: «Вечеринки в Москве» (single) |
| #                                             | Назва                                         | Тривалість                                    |
| --------------------------------------------- | --------------------------------------------- | --------------------------------------------- |
| 1.                                            | «Москва (original mix)»                       |                                               |
| 2.                                            | «Москва (acoustic mix)»                       |                                               |
| 3.                                            | «Москва (club mix)»                           |                                               |
| 4.                                            | «На вечеринке (dance mix)»                    |                                               |
| 5.                                            | «На вечеринке (guitar mix)»                   |                                               |
| 6.                                            | «На вечеринке (club mix)»                     |                                               |
| 7.                                            | «Москва (karaoke)»                            |                                               |
| 8.                                            | «На вечеринке (karaoke)»                      |                                               |

| 1998 — Стрілки — «С Новым Годом!» (single) | 1998 — Стрілки — «С Новым Годом!» (single) | 1998 — Стрілки — «С Новым Годом!» (single) |
| #                                          | Назва                                      | Тривалість                                 |
| ------------------------------------------ | ------------------------------------------ | ------------------------------------------ |
| 1.                                         | «С Новым Годом! (original mix)»            |                                            |
| 2.                                         | «С Новым Годом! (house mix)»               |                                            |
| 3.                                         | «С Новым Годом! (dream mix)»               |                                            |
| 4.                                         | «Европа Плюс (original mix)»               |                                            |
| 5.                                         | «Европа Плюс (dance mix)»                  |                                            |
| 6.                                         | «Европа Плюс (acoustic mix)»               |                                            |
| 7.                                         | «С Новым Годом! (karaoke)»                 |                                            |
| 8.                                         | «Европа Плюс (acoustic mix)»               |                                            |

| 1998 — Стрілки — «Всё по…» | 1998 — Стрілки — «Всё по…»   | 1998 — Стрілки — «Всё по…» |
| #                          | Назва                        | Тривалість                 |
| -------------------------- | ---------------------------- | -------------------------- |
| 1.                         | «Красавчик»                  |                            |
| 2.                         | «Ты бросил меня»             |                            |
| 3.                         | «Мелочи жизни»               |                            |
| 4.                         | «Сестрёнка»                  |                            |
| 5.                         | «Ты не один, а я одна»       |                            |
| 6.                         | «Не смей»                    |                            |
| 7.                         | «Дай мне (remix)»            |                            |
| 8.                         | «У нас все будет по-другому» |                            |
| 9.                         | «Шерочка с машерочкой»       |                            |
| 10.                        | «Оле! Оле! Оле!»             |                            |
| 11.                        | «Папа, гуд-бай!»             |                            |

| 1999 — Стрілки — Gold» | 1999 — Стрілки — Gold»                          | 1999 — Стрілки — Gold» |
| #                      | Назва                                           | Тривалість             |
| ---------------------- | ----------------------------------------------- | ---------------------- |
| 1.                     | «Ты выбираешь сам»                              |                        |
| 2.                     | «Подружки и друзья (ранее неизданная)»          |                        |
| 3.                     | «Красавчик»                                     |                        |
| 4.                     | «Ты бросил меня (dance mix) (ранее неизданная)» |                        |
| 5.                     | «На вечеринке»                                  |                        |
| 6.                     | «Сестрёнка (dance mix)»                         |                        |
| 7.                     | «Ты не один, а я одна»                          |                        |
| 8.                     | «Дай мне (remix)»                               |                        |
| 9.                     | «Курортный роман»                               |                        |
| 10.                    | «Первый учитель»                                |                        |
| 11.                    | «Мелочи жизни»                                  |                        |
| 12.                    | «Не смей»                                       |                        |
| 13.                    | «У нас всё будет по-другому»                    |                        |
| 14.                    | «Шерочка с Машерочкой»                          |                        |
| 15.                    | «Оле! Оле! Оле!»                                |                        |
| 16.                    | «Папа, гуд-бай!»                                |                        |
| 17.                    | «Москва»                                        |                        |

| 1999 — Стрілки — «Шипы и розы» | 1999 — Стрілки — «Шипы и розы»     | 1999 — Стрілки — «Шипы и розы» |
| #                              | Назва                              | Тривалість                     |
| ------------------------------ | ---------------------------------- | ------------------------------ |
| 1.                             | «Нет любви»                        |                                |
| 2.                             | «Я хорошая»                        |                                |
| 3.                             | «Шипы и розы»                      |                                |
| 4.                             | «Краденные свидания»               |                                |
| 5.                             | «Дорога налево, дорога направо»    |                                |
| 6.                             | «Я вернусь (з Ігор Ніколаєв)»      |                                |
| 7.                             | «Улыбнись»                         |                                |
| 8.                             | «Танцы на облаках (з Діаною)»      |                                |
| 9.                             | «Да и нет»                         |                                |
| 10.                            | «Бэссамэ»                          |                                |
| 11.                            | «Эскадрон»                         |                                |
| 12.                            | «Ты выбираешь сам»                 |                                |
| 13.                            | «С Новым Годом!»                   |                                |
| 14.                            | «Ты не один, а я одна (dance mix)» |                                |
| 15.                            | «Сестрёнка (dance mix)»            |                                |

| 2000 — Стрілки — «Нелюбовь» (single) | 2000 — Стрілки — «Нелюбовь» (single) | 2000 — Стрілки — «Нелюбовь» (single) |
| #                                    | Назва                                | Тривалість                           |
| ------------------------------------ | ------------------------------------ | ------------------------------------ |
| 1.                                   | «Нелюбовь (original mix)»            |                                      |
| 2.                                   | «Нелюбовь (virus-remix)»             |                                      |
| 3.                                   | «Нелюбовь (ballad mix)»              |                                      |
| 4.                                   | «Нелюбовь (trip-hop mix)»            |                                      |

| 2000 — Стрілки — «Стрелки» | 2000 — Стрілки — «Стрелки»                     | 2000 — Стрілки — «Стрелки» |
| #                          | Назва                                          | Тривалість                 |
| -------------------------- | ---------------------------------------------- | -------------------------- |
| 1.                         | «Солнце за горой (original version)»           |                            |
| 2.                         | «Я не ты, ты не я (original version)»          |                            |
| 3.                         | «Нелюбовь (dance mix by ViRUS! & Krosh)»       |                            |
| 4.                         | «Ты ко мне никогда не вернешся (slow mix)»     |                            |
| 5.                         | «Не бывает девчёнок хороших… (medium mix)»     |                            |
| 6.                         | «Я тебя никому не отдам (original edit)»       |                            |
| 7.                         | «Бумеранг (cd mix)»                            |                            |
| 8.                         | «Ну и пусть мне будет хуже (original version)» |                            |
| 9.                         | «Нелюбовь (slow mix)»                          |                            |
| 10.                        | «Мне не легко без тебя (ViRUS! dance edition)» |                            |
| 11.                        | «С днём рождения (dance mix by ViRUS!)»        |                            |
| 12.                        | «Ты ко мне никогда не вернешся (dance mix)»    |                            |
| 13.                        | «Солнце за горой (dance mix by ViRUS!)»        |                            |
| 14.                        | «Я буду жить! (bonus track)»                   |                            |

| 2002 — Стрілки — «Люби меня сильнее» | 2002 — Стрілки — «Люби меня сильнее» | 2002 — Стрілки — «Люби меня сильнее» |
| #                                    | Назва                                | Тривалість                           |
| ------------------------------------ | ------------------------------------ | ------------------------------------ |
| 1.                                   | «Девочка-веточка»                    |                                      |
| 2.                                   | «Весна, весна»                       |                                      |
| 3.                                   | «Успеем»                             |                                      |
| 4.                                   | «Прости и прощай»                    |                                      |
| 5.                                   | «Ты только мой»                      |                                      |
| 6.                                   | «Прокричу»                           |                                      |
| 7.                                   | «Лето, лето»                         |                                      |
| 8.                                   | «Прости и вернись»                   |                                      |
| 9.                                   | «Сердце болит»                       |                                      |
| 10.                                  | «Между летом и зимой»                |                                      |
| 11.                                  | «Море»                               |                                      |
| 12.                                  | «Причини мне любовь»                 |                                      |
| 13.                                  | «Попса (с Русскими пряниками)»       |                                      |
| 14.                                  | «Девочка-веточка (remix)»            |                                      |

| 2003 — Юлія Беретта — «Итак…?» | 2003 — Юлія Беретта — «Итак…?» | 2003 — Юлія Беретта — «Итак…?» |
| #                              | Назва                          | Тривалість                     |
| ------------------------------ | ------------------------------ | ------------------------------ |
| 1.                             | «Иду»                          |                                |
| 2.                             | «Хочу»                         |                                |
| 3.                             | «Мир, дружба, жвачка»          |                                |
| 4.                             | «Странный ты»                  |                                |
| 5.                             | «Сразу двоих»                  |                                |
| 6.                             | «Попался в сети»               |                                |
| 7.                             | «Про это…»                     |                                |
| 8.                             | «Попа к попе»                  |                                |
| 9.                             | «Пчёлка»                       |                                |
| 10.                            | «Туризм лучше, чем эмиграция»  |                                |
| 11.                            | «Страх»                        |                                |
| 12.                            | «Свободный полёт»              |                                |
| 13.                            | «Про это… (radio version)»     |                                |

| 2014 — Юлія Беретта — «Без падения» | 2014 — Юлія Беретта — «Без падения»               | 2014 — Юлія Беретта — «Без падения» |
| #                                   | Назва                                             | Тривалість                          |
| ----------------------------------- | ------------------------------------------------- | ----------------------------------- |
| 1.                                  | «Без падения»                                     |                                     |
| 2.                                  | «Женщина»                                         |                                     |
| 3.                                  | «Такси»                                           |                                     |
| 4.                                  | «Кошка»                                           |                                     |
| 5.                                  | «Секси»                                           |                                     |
| 6.                                  | «Лобовое стекло»                                  |                                     |
| 7.                                  | «Только для тебя»                                 |                                     |
| 8.                                  | «Титры»                                           |                                     |
| 9.                                  | «Ландыши в январе»                                |                                     |
| 10.                                 | «Лето»                                            |                                     |
| 11.                                 | «Реалист»                                         |                                     |
| 12.                                 | «Сколько можно»                                   |                                     |
| 13.                                 | «Подруга-крокодил»                                |                                     |
| 14.                                 | «Красное солнце»                                  |                                     |
| 15.                                 | «Сколько можно (Summer dance Mix By Gena Wernik)» |                                     |
| 16.                                 | «Женщина (Gena Wernik Remix)»                     |                                     |